# Roman Awramenko
Roman Walerijowycz Awramenko (ukr. Роман Валерійович Авраменко, ur. 23 marca 1988 w Kirowśkim) – ukraiński lekkoatleta specjalizujący się w rzucie oszczepem.
W 2008 bez powodzenia startował w igrzyskach olimpijskich. Dwukrotnie uczestniczył w mistrzostwach świata kadetów - Sherbrooke 2003 (5. miejsce w finale) oraz Marrakesz 2005 (2. miejsce z wynikiem 79,22). W 2004 nie awansował do finału podczas mistrzostw świata juniorów, a w roku 2006 podczas imprezy tej samej rangi zdobył brązowy krążek. Wicemistrz Europy juniorów z 2007 roku - w Hengelo osiągnął rezultat 75,24. Wicemistrz uniwersjady (2011). Reprezentant Ukrainy w pucharze Europy, drużynowych mistrzostwach Europy oraz zimowym pucharze Europy w rzutach lekkoatletycznych. Wielokrotny mistrz kraju. 18 maja 2011 w Jałcie ustanowił z wynikiem 84,30 rekord Ukrainy (pobity rok później przez Ołeksandra Pjatnycię).
W 2013 został zdyskwalifikowany za stosowanie niedozwolonego dopingu (na okres dwóch lat od 29 sierpnia 2015). 
Rekord życiowy: 84,48 (11 czerwca 2013, Bellinzona).